# Alfons Vranckx
Alfons Vranckx (* 24. Januar 1907 in Kessel-Lo; † 30. Juni 1979 in Löwen) war ein belgischer Politiker der Belgischen Arbeiterpartei sowie zuletzt der Belgischen Sozialistischen Partei, der unter anderem zwischen 1968 und 1973 Justizminister Belgiens war und dem 1977 der Ehrentitel eines Staatsministers verliehen wurde.

## Leben

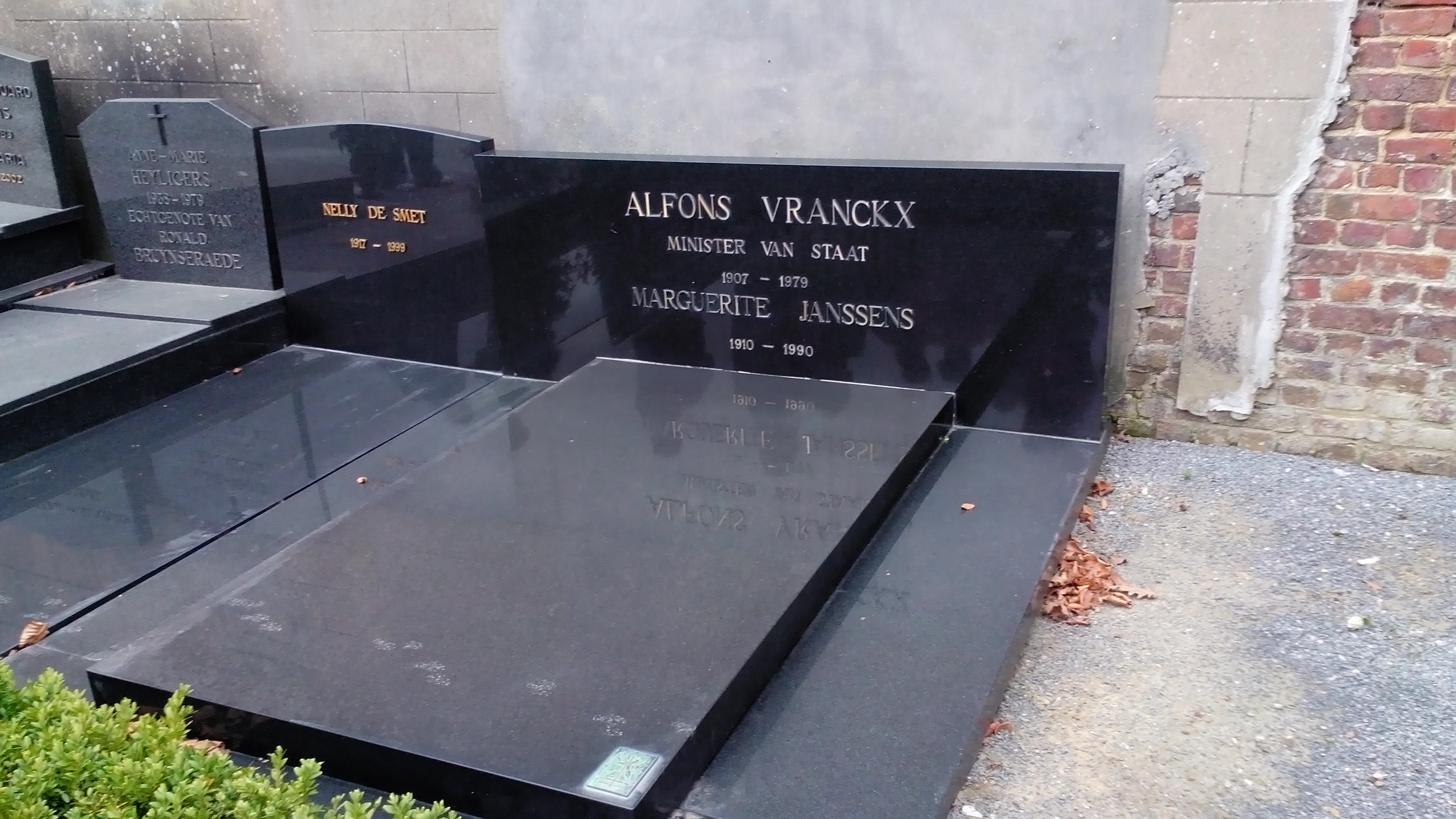
Grabstein von Alfons Vranckx

Alfons Vranckx wurde am 24. Mai 1939 für die Belgischen Arbeiterpartei erstmals Mitglied der Abgeordnetenkammer und vertrat in dieser bis zum 27. November 1947 die Interessen des Bezirks Löwen. Zugleich wurde er 1938 Mitglied des Gemeinderates seines Geburtsortes Kessel-Lo und gehörte diesem bis 1946 an. Er war zwischen 1938 und 1946 zugleich Beigeordneter von Kessel-Lo sowie zwischen 1940 und 1941 und erneut 1945 kommissarischer Bürgermeister von Kessel-Lo. 1947 wurde er Mitglied des Staatsrates und gehörte diesem bis 1963 als Kammervorsitzender an.
Am 23. Mai 1965 wurde Vranckx für die Belgische Sozialistische Partei erneut Mitglied der Abgeordnetenkammer, in der er nunmehr bis zum 9. März 1974 abermals den Bezirk Löwen vertrat. Kurz nach seiner Wahl wurde er am 28. Juli 1965 zum Innenminister in die Regierung Harmel berufen und gehörte dieser bis zum Ende der Amtszeit von Premierminister Pierre Harmel am 18. März 1966 an. In der Regierung G. Eyskens IV übernahm er am 17. Juni 1968 das Amt als Justizminister Belgiens und bekleidete dieses vom 21. Januar 1972 bis zum 25. Januar 1973 auch in der Regierung G. Eyskens V. Am 7. Dezember 1971 wurde er zudem für die BSP Mitglied des Kulturrates der niederländischen Kulturgemeinschaft, der Vorläuferin der Flämischen Gemeinschaft. Er gehörte dem Kulturrat bis zum 9. März 1974 an und war während dieser Zeit vom 6. März 1973 bis zum 9. März 1974 Mitglied des Geschäftsordnungsausschusses.
Am 14. Februar 1977 wurde Alfons Vranckx der Ehrentitel eines Staatsministers verliehen.